# Џидимирци (Велес)
Џидимирци (мкд. Џидимирци) су насеље у Северној Македонији, у средишњем делу државе. Џидимирци су насеље у оквиру општине Велес.

## Географија
Џидимирци су смештени у средишњем делу Северне Македоније. Од најближег града, Велеса, село је удаљено 27 km северно. Џидимирци се налазе на крајњем североистоку општине, а атар села се граничи са општинама Свети Никола и Петровец, односно допире до котлине Овче поље и Скопске котлине.
Село Џидимирци се налази у историјској области Повардарје. Село спада у планинска села, налази се на 500 метара надморске висине, у подножју Градиштанске планине, на извору реке Отовице. Сеоске куће распоређене су на два брда, на истоку и западу.. Атар села се простире на површини од 14,7 km², од чега 893 хектара отпада на шуме, на пашњаке 367 хектара, а на обрадиво земљиште 124 хектара.
Месна клима је континентална.

## Становништво
Џидимирци су према последњем попису из 2002. године имали 9 становника.
Село се тренутно налази у процесу расељавања. Према попису из 1961. године у насељу је живело 266 становника (од којих су се сви изјаснили као етнички Македонци), да би 1994. године било свега 18 становника. Људи се из Џидимираца исељавају у Скопље, Велес, Светог Николу и већа околна села (Новачани и Ново Село). Неки од становника села су се касних педесетих и раних шездесетих година 20. века иселили у суседно насеље Иванковци, купивши имања исељених Турака.
Већинско становништво у насељу су етнички Македонци (100%).
Претежна вероисповест месног становништва је православље.
Село има 5 кућа у којима живи стално становништво, као и десетак викендица. Забележено је и да се људи враћају у село, мада углавном привремено, а понекад и трајно.

## Знаменитости
У селу постоје чак три цркве:
- Црква Светог Николе[4],
- Црква Свете Тројице и
- црква Светог Атанасија.

У селу постоји и зграда некадашње основне школе, која данас служи као ловачка кућа ловачког удружења „Рујен“ из Велеса.

## Политика и управа
Џидимирци су месна заједница општине Велес, а тренутни председник месне заједнице је Тони Ђорђиевски.

## Извори
- Попис у Македонији 2002. - Књига 10.